# River Solva
River Solva är ett vattendrag i Storbritannien.   Det ligger i kommunen Pembrokeshire och riksdelen Wales, i den sydvästra delen av landet, 300 km väster om huvudstaden London.